# Сагопши
Саго́пши (ингуш. Соагӏапче) — село в Малгобекском районе Республики Ингушетия.
Образует муниципальное образование «сельское поселение Сагопши», как единственный населённый пункт в его составе.

## География
Село расположено в Алханчуртской долине, на северном склоне Сунженского хребта, к югу от районного центра города Малгобек и в 60 км к северо-западу от города Магас.
Ближайшие населённые пункты: на севере — город Малгобек, на северо-востоке — село Южное, на востоке — село Зязиков-Юрт, на юго-востоке — село Нижние Ачалуки и на юго-западе — сёла Пседах и Инарки.

## История
В 1863 году в гористой местности тогдашней Малой Кабарды, на реке Псыгобже (кабард.-черк. Псыгъуабжэ — серая вода), на расстоянии около 3 км друг от друга появились два новых поселения — аул Цокало Бокова (Верхний Сагопш), заселённый преимущественно переселенцами из Элдархан-калы и аул Аламкача Гатагажева (Нижний Сагопш), заселённый переселенцами из Тарской долины (село Абреково).
В 1865 году аул Цокало Бокова ввиду мухаджирства его жителей в Турцию опустел и вскоре был заселён оставшимися на родине орстхойцами, которые дали аулу новое название — Новый Ах-Барзой. 
В 1874 году в результате принудительного выселения на плоскость и объединения двух поселений образовалось современное село Сагопши.
В период с 1944 по 1957 года, в период выселения чеченцев и ингушей и упразднения Чечено-Ингушской АССР, село носило название Ногцард и входило в состав Северо-Осетинской АССР. В 1958 году населённому пункту было возвращено его прежнее название — Сагопши.

## Население
| 1926    | 2002    | 2006    | 2007    | 2008    | 2009    | 2010    |
| ------- | ------- | ------- | ------- | ------- | ------- | ------- |
| 2381    | ↗10 738 | ↗11 221 | ↗11 336 | ↗11 461 | ↗11 646 | ↘10 048 |
| 2011    | 2012    | 2013    | 2014    | 2015    | 2016    | 2017    |
| ↗10 076 | ↗10 360 | ↗10 604 | ↗10 950 | ↗11 247 | ↗11 487 | ↗11 675 |
| 2018    | 2019    | 2020    | 2021    | 2023    | 2024    | 2025    |
| ↗11 918 | ↗12 158 | ↗12 442 | ↗12 663 | ↗12 882 | ↗13 004 | ↗13 168 |

Национальный состав
По данным Всероссийской переписи населения 2010 года:
| № | Национальность | Численность, чел. | Доля    |
| - | -------------- | ----------------- | ------- |
| 1 | ингуши         | 9940              | 98,93 % |
| 2 | другие         | 108               | 1,07 %  |

## Тайповый состав
| - Боковы - Булгучевы - Белхороевы - Велхиевы - Галаевы - Гандалоевы - Гушлакиевы - Хашиевы - Кориговы | - Мамиевы - Мержоевы - Мужахоевы - Сосуркиевы - Фаргиевы - Цечоевы - Цокиевы - Елхароевы |

## Известные уроженцы
- Ахмет Хамиевич Боков — ингушский прозаик и драматург.
- Гарданов Торко-Хаджи — имам селения Сагопши и къадий Ингушетии в начале XX века. Герой Гражданской войны 1917—1923 годов[24].